# Savvas Gentsoglou
Savvas Gentsoglou, född 19 september 1990 i Alexandroupolis är en grekisk fotbollsspelare som spelar för saudiska Al-Adalah.

## Karriär

### AEK
Gentsoglou inledde karriären i Aten-laget AEK. Efter att ha lånats ut till lag i tredje divisionen under säsongen 2006-2007 fick Gentsoglou chansen i AEK:s a-lag 2007-2008, men spelade bara en match. Den kommande säsongen blev det ytterligare fem matcher innan genombrottet 2009-2010 då den 19-årige mittfältaren spelade 20 matcher i ligan och ytterligare fyra i europaspel. Efter ytterligare en och en halv säsong, med något mindre speltid, såldes Gentsoglou till italienska UC Sampdoria vintern 2012.

### Italien
Gentsoglou tillhörde Sampdoria hela våren 2012, men utan att representera klubben i en enda match. I augusti 2012 lånades han istället ut till Serie B-klubben Livorno. Han var en del av laget som tog steget upp i Serie A 2013.
Sommaren 2013 återvände Savvas till Sampdoria, men han spelade sparsamt under hösten och i januari 2014 lånades han ut till Spezia i Serie B.

### Landslag
Gentsoglou har representerat Grekland på flera olika ungdomsnivåer. Under 2007 spelade han samtliga kvalmatcher för u19-landslaget i kvalet till EM 2008.